# Villers-Campsart
Villers-Campsart település Franciaországban, Somme megyében. Lakosainak száma 138 fő (2022. január 1.). Villers-Campsart Arguel, Avesnes-Chaussoy, Brocourt, Dromesnil, Fresneville, Lafresguimont-Saint-Martin és Liomer községekkel határos.

## Népesség
A település népessége az elmúlt években az alábbi módon változott:
| Lakosok száma | 134  | 153  | 152  | 148  | 143  | 139  | 139  | 138  |
|               | 2013 | 2015 | 2017 | 2018 | 2019 | 2020 | 2021 | 2022 |